# Tornado-Outbreak-Serie vom 21. bis 26. Mai 2011
Die Tornado-Outbreak-Serie vom 21. bis 26. Mai 2011 erfasste die US-Bundesstaaten Arkansas, Kansas, Minnesota, Missouri und Oklahoma. In diesem Zeitraum wurden 241 Tornados gezählt. Insgesamt starben dabei 181 Menschen, wobei allerdings allein der Joplin-Tornado der Kategorie EF5 in Joplin, Missouri, am 22. Mai für 158 Todesopfer und über 1000 Verletzte sorgte.